# Палаючий світ (фільм)
«Палаючий світ» — американський фентезійний фільм жахів-трилер 2021 року, сценаристом і режисером якого стала Карлсон Янг (у її режисерському дебюті в повнометражному фільмі) і співавтор сценарію — Пірс Браун. У фільмі знімаються Удо Кір, Дермот Малруні, Вінесса Шов, Соко, Джон Карна, Янг і Едіт Гонсалес у її останній ролі перед смертю в 2019 році. Фільм частково натхненний однойменним твором Маргарет Кавендіш 1666 року. У 2018 році Янг написала сценарій, була режисеркою і виконала головну роль у однойменному короткометражному фільмі, перш ніж розширити основу та ідеї для повнометражного фільму. Це перший у запланованій трилогії фільмів під назвою Сатурн повертається.

## Акторський склад
- Удо Кір у ролі Лайнеда
- Дермот Малруні в ролі Тома Вінтера
- Вінесса Шов в ролі Аліси Вінтер
- Соко в ролі Марго
- Джон Карна в ролі Блейка
- Карлсон Янг у ролі Маргарет Вінтер
- Ліз Мікел — доктор Круз

## Вихід
Світова прем'єра фільму відбулася на кінофестивалі Sundance 2021 31 січня 2021 року в розділі «Далі».

## Відгуки
Веб-сайт- агрегатор оглядів Rotten Tomatoes отримав рейтинг 59 % на основі оглядів 49 критиків. Консенсус сайту говорить: «Сценарій розкиданого сценарію „Палаючого світу“ не завжди здатний підтримати амбіції сценаристки, режисерки та зірки Карлсона Янг, але її приголомшливі візуальні ефекти привертають увагу». На Metacritic він отримав оцінку 33 % на основі відгуків 9 критиків, що вказує на «загалом несприятливі відгуки».
Меган Наварро з Bloody Disgusting написала: «Дебют Янг амбітний і відмовляється дотримуватися комерційної відповідності. Можливо, він не вразить своїх емоційних позначок або суттєво не переосмислить зображення травм, але важко коли-небудь набриднути фільмом, який грає як химерна казка жахів на кислоті».
Моніка Кастільо та Крісті Пучко з RogerEbert.com по-іншому сприйняли фільм. За словами Пучко, фільм «вражає» і «вражає обурливістю», у той час як Кастільо вважає, що «Палаючому світу не вистачає наративу та візуальності».
Френк Шек з Голлівуд-репортер прокоментував, що «у „Палаючому світі“ демонструється багато фантазії, але вона прихована серед оповідання та стилістичного самозадоволення, яке припускає, що нам буде цікаво вирушити в цю дуже дивну та виснажливу подорож».
Гай Лодж з Вараєті висловив неоднозначну реакцію, заявивши, що фільм «кидає витіювату купу постановочного дизайну на психологічну метафору, написану анемією, і розраховує на поєднання казкового пилу та чистої рішучості нервів, щоб змусити цілу штуковину летіти».
Сара Джейн з «Остінської хроніки» назвала фільм «надмірно наповненим і розширеним». Вона похвалила саундтрек (особливо пісні Ізом Інніс і Шона Чіміно в ролі Піла), який (разом із появою Соко) «підбадьорив» фільм.